# Cosmic Egg
Cosmic Egg är det andra studioalbumet av det australiensiska hårdrocksgruppen Wolfmother, i Sverige utgivet den 28 oktober 2009. Detta är det första albumet sedan originalmedlemmarna Chris Ross och Myles Heskett lämnade gruppen i oktober 2008. De ersattes av Ian Peres (bas och klaviatur), Aidan Nemeth (gitarr) och Dave Atkins (trummor).
Albumet spelades in mellan april och maj 2009 i Sound City Studios och Sunset Sound Studios i Los Angeles, USA. Albumets titel kommer en yogaposition som sångaren och gitarristen Andrew Stockdale beskrev "ungefär som fosterställningen". Albumet promotas genom en rad konserter som påbörjades i september. 2 juni 2009 gavs låten Back Round ut som singel. Låten finns dock endast med på specialutgåvor av albumet. Nästa singel gavs ut 25 augusti 2009, New Moon Rising.

## Historia

### Bakgrund
En uppföljare till gruppens debutalbum, Wolfmother, nämndes för första gången kort efter att det givits ut internationellt 2006. I augusti avslöjade det brittiska musikmagasinet NME att bandet diskuterade idéer till deras andra album, och citerade Stockdale; "Jag känner att vi har mycket mer att säga." I januari rapporterade MTV att "Wolfmother firade deras Grammy-nominering förra månaden genom att skriva en ny låt, som de sedan dess har spelat in." Låten, som vid den tidpunkten var känd som Love Attacker och "om människor som använder kärlek som ett vapen att manipulera och få som de vill, genom åtrå." Låten utvecklades senare och blev Pleased to Meet You och återfanns på det officiella soundtracket till filmen Spider Man 3, som gavs ut 1 maj 2007. Samtidigt som MTV avslöjade nyheterna, antydde de att Wolfmother skulle påbörja inspelningsprocessen under hösten 2007.
I februari rapporterade NME att det "känns bra inför album nummer två" för bandet, och att de ville göra uppföljaren till Wolfmother tyngre, "mer obarmhärtig och mitt i ansiktet". Efter mer turnerande och en kort period av inaktivitet, meddelade tidningen Rolling Stone i november 2007 att "Wolfmother jobbar hårt på ett nytt album."".
12 april 2008 spelade gruppen live för första gången på nio månader. Under konserten spelade Wolfmother fyra nya låtar: Back Round, The Violence of the Sun, Monolith och Inside the Mountain. I augusti 2008 började rykten uppstå om att bandet väntades splittras: flera källor antydde att det fanns spänningar i trion efter en konsert på festivalen Splendour in the Grass i Australien. Ett uttalande från Wolfmother gavs till radiostationen Triple J efter att bandet inte dykt upp till en intervju: 
| ” | Bandet handskas med några interna frågor just nu[när?]. De hoppas på att lösa dessa inom de kommande veckorna, men just nu[när?] vore det inte lämpligt att någon av bandmedlemmarna gav några intervjuer - inte ens med Triple J. | „ |

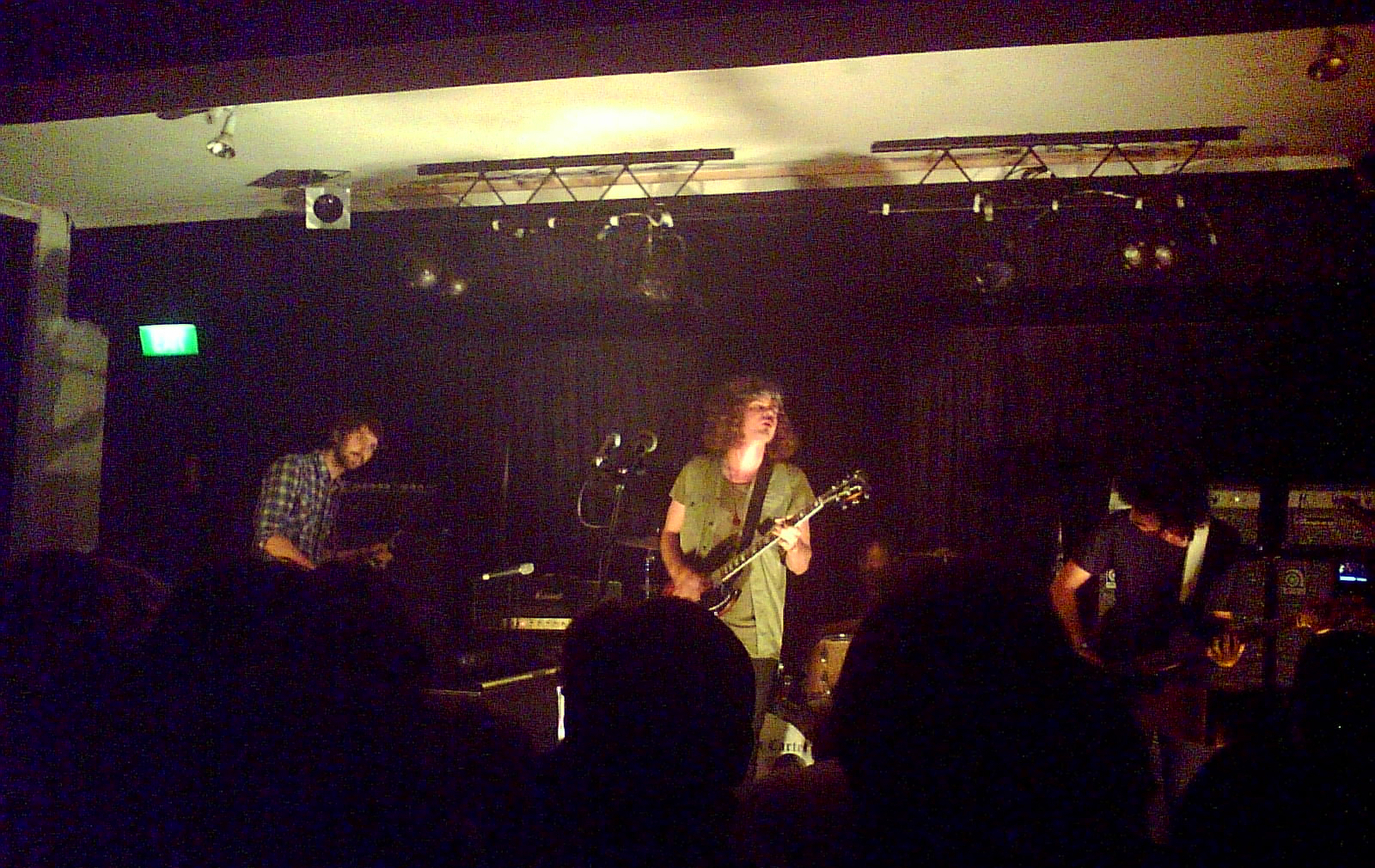
Wolfmother live i Brisbane under pseudonymen "White Feather".

Vid denna tidpunkt gjorde gruppens manager, John Watson, ett uttalande:
| ” | Tyvärr kan jag inte kommentera något annat än att så fort bandet har klara framtidsplaner kommer de att uttala sig och vi hoppas kunna göra detta om en vecka eller två. | „ |

Inom några dagar efter att ryktena uppstod, uppdaterades rapporterna och splittrandet var officiellt: basisten och keyboardisten Chris Ross och trummisen Myles Heskett lämnar Wolfmother omedelbart, efter en "lång tids konflikt" inom bandet.
Universal Music Australia meddelade att Ross lämnade gruppen först och följdes nästan omedelbart av Heskett som inte var villig att fortsätta som en del av det "nya" Wolfmother. Stockdale lovade dock sina fans att han skulle hålla Wolfmother vid liv genom att ersätta de gamla medlemmarna och hitta nya. Senare rapporterades det från bandets skivbolag, Modular Recordings, att "Wolfmother Fas II" skulle spela in deras första album med producenten Dave Sardy och att det skulle ges ut "i början av 2009."
Efter ett flertal rykten angående de nya medlemmarna, dök Wolfmother upp igen i februari 2009 och gav två mindre konserter 6 och 8 februari i Sydney under pseudonymen "White Feather". Efter konserterna tillkännagavs de nya medlemmarna, som officiellt hade varit del av gruppen sedan 5 januari 2009, som Aidian Nemeth (gitarr), Ian Peres (bas och klaviatur) och Dave Acosta (trummor) och en ny låt, Pilgrim, nämndes. Flera nya låtar spelades under de två konserterna: White Feather, Phoenix, Far Away och 10,000 Feet. I en intervju med Triple J i februari nämnde Stockdale ett flertal låtar som övervägdes till det nya albumet - Pilgrim, Phoenix, Back Round, The Violence of the Sun och den till då helt onämnda Sun Dial. Han avslöjade också att 17 nya låtar hade skrivits för albumet som skulle påbörja inspelningarna i mars 2009.

### Inspelning och produktion
Stockdale började spela in tidiga versioner av de nya låtarna i sin hemmastudio innan gruppens nya medlemmar hade tillkännagivits officiellt. Gruppen gjorde livecomeback som Wolfmother med konserter den 14 och 22 mars i Australien, innan man gav ut en studioversion av Back Round gratis genom bandets officiella webbplats, 30 mars. 9 april skrev Stockdale på sin Twittersida att bandet var "På den nionde låten av truminspelandet, det ser ut att bli ett spektakulärt dubbelalbum." Två dagar senare hade de spelat in 14 låtar, och 15 april hade de spelat in trummor till 18 låtar. Musiktidningen NME avslöjade under april att albumet döpts till Cosmic Egg och albumet kommer att innehålla 18 låtar, bland annat: White Feather, The Violence of the Sun samt titelspåret. 1 maj spelade gruppen två av låtarna live för första gången: Cosmic Egg och California Queen.
9 maj avslöjade Stockdale på sin Twitter-sida att bandet hade "tre av 17 låtar kvar" och sade också att "detta är ett uthållighetstest, men horisonten närmar sig." Senare skrev han att han just skulle "spela in solot till White Feather", och beskrev låten som "möjligtvis den bästa låten sedan Linda Womacks Foot Steps." 15 maj skrev Stockdale att titelspåret, Cosmic Egg, var klar och beskrev den som "en munter vikingasång!" 16 maj antydde Stockdale att en stråksektion skulle återfinnas på låten 10,000 Feet genom att avslöja att "Dave [Atkins] har gjort några fantastiska stråkarrangemang till 10,000 Feet, han är en talangful kille!" 20 maj meddelade Stockdale att albumet nästan var klart, han sade då att "Tio låtar är klara, 7 kvar," och tillade "vi är i dubbelalbum-territoriet nu. Det är ett stort album." Två dagar senare skrev han att "imorgon [23 maj] är det mycket möjligt att vi är klara! Sedan följer fyra veckor av mixning!" 30 maj rapporterade Stockdale att de lämnade Los Angeles och bekräftade också att inspelningen av albumet var klart.
Strax efter att albumet spelats in, påbörjades mixning av albumet i Pasadena, Kalifornien, av Stockdale, Alan Moulder och Joe Barresi. 18 juni meddelade Stockdale att albumet skulle ges ut 13 oktober 2009. 3 augusti meddelade han att han "Just hade spelat in några B-sidor i Jimi Hendrix studio Electric Ladyland i New York, och tillade att inspelningarna "Låter fantastiskt."

## Låtlista
Samtliga låtar skrivna av Andrew Stockdale.
1. "California Queen" – 3:55
2. "New Moon Rising" – 3:46
3. "White Feather" – 3:04
4. "Sundial" – 3:48
5. "In the Morning" – 5:40
6. "10,000 Feet" – 4:09
7. "Cosmic Egg" – 4:04
8. "Far Away" – 4:00
9. "Pilgrim" – 4:50
10. "In the Castle" – 5:42
11. "Phoenix" – 4:45
12. "Violence of the Sun" – 6:02

## Medverkande
- Andrew Stockdale — sång, gitarr
- Dave Atkins — trummor, stråkar
- Ian Peres — elbas, klaviatur
- Aidian Nemeth — gitarr

### Övriga medverkande
- Kenny Segal — stråkar

## Utgivningsdatum
| Datum           | Land                                                                             |
| --------------- | -------------------------------------------------------------------------------- |
| 21 oktober 2009 | Japan                                                                            |
| 23 oktober 2009 | Australien Belgien Irland Italien Nederländerna Polen Schweiz Tyskland Österrike |
| 26 oktober 2009 | Danmark Storbritannien USA                                                       |
| 27 oktober 2009 | Kanada Spanien                                                                   |
| 28 oktober 2009 | Sverige                                                                          |